# Sentilly
Sentilly ist eine Commune déléguée in der französischen Gemeinde Monts-sur-Orne mit 114 Einwohnern (Stand: 1. Januar 2022) im Département Orne in der Region Normandie. 
Mit Wirkung vom 1. Januar 2018 wurden die Gemeinden Goulet, Montgaroult und Sentilly zu einer Commune nouvelle mit dem Namen Monts-sur-Orne zusammengeschlossen. Die Gemeinde Sentilly gehörte zum Arrondissement  Argentan und zum Kanton Magny-le-Désert.

## Bevölkerungsentwicklung
| Jahr                      | 1962 | 1968 | 1975 | 1982 | 1990 | 1999 | 2006 | 2013 |
| Einwohner                 | 142  | 131  | 120  | 109  | 141  | 139  | 143  | 127  |
| Quelle: Cassini und INSEE |      |      |      |      |      |      |      |      |

## Sehenswürdigkeiten
- Kirche Saint-Hilaire, Glockenturm aus dem 11. Jahrhundert

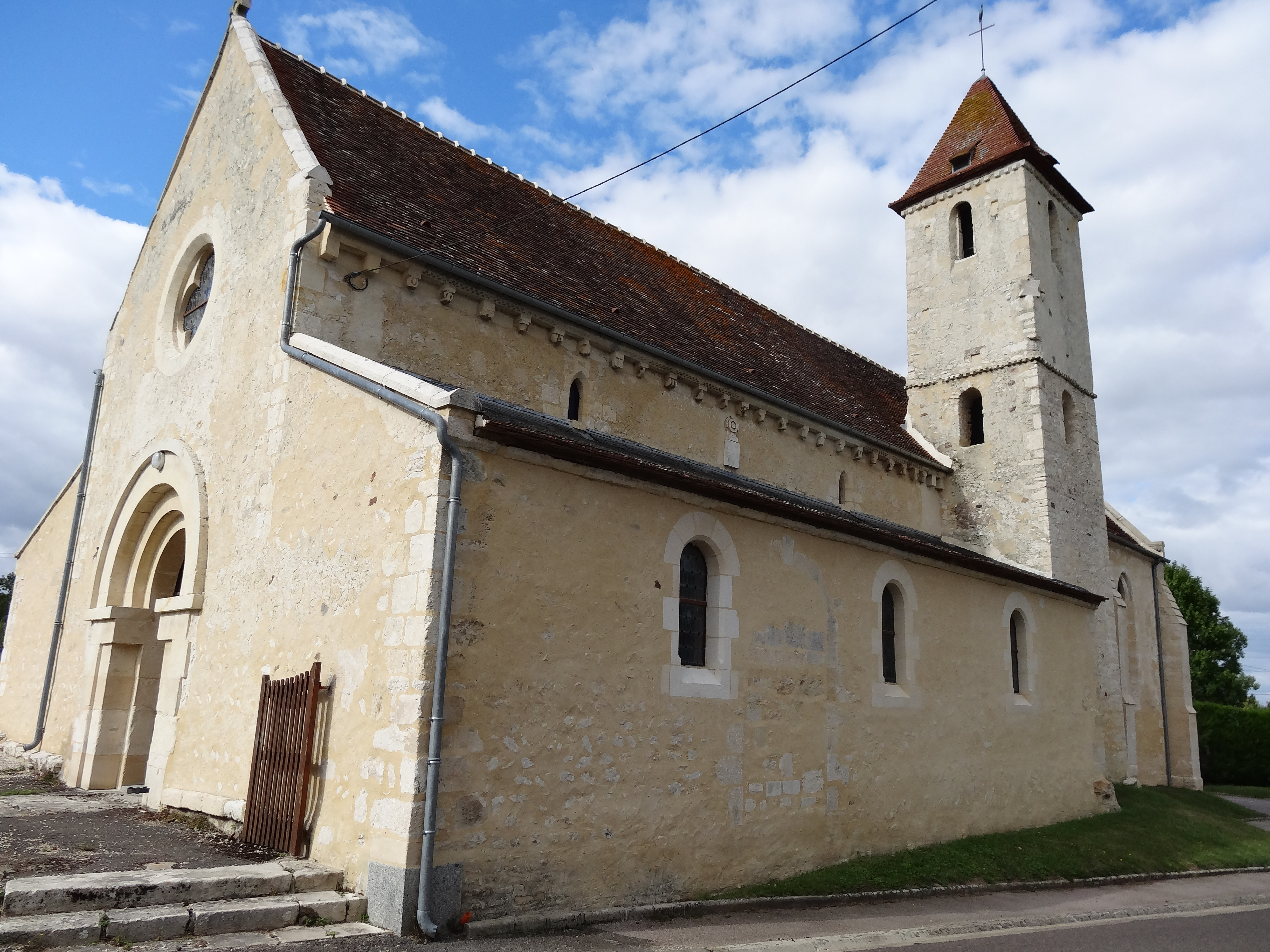
Kirche Saint-Hilaire